# ایسیلین
ایسیلین (به انگلیسی: Icilin) با فرمول شیمیایی C۱۶H۱۳N۳O۴ یک ترکیب شیمیایی با شناسه پاب‌کم ۱۶۱۹۳۰ است. که جرم مولی آن ۳۱۱٫۲۹ g/mol می‌باشد. شکل ظاهری این ترکیب، پودر بلورین سفید و هنگام اشتعال، گاز بی‌رنگ است.